# Didier Malherbe
Didier Antonin Malherbe (Parigi, 22 gennaio 1943) è un flautista, sassofonista, compositore e polistrumentista di strumenti a fiato francese.
Musicista eclettico, durante la carriera ha spaziato tra diversi generi, tra i quali il rock progressivo, il rock psichedelico e la world fusion. Fu uno dei fondatori dei Gong, uno dei gruppi di spicco della scena di Canterbury, per i quali si è esibito fino al 2009.
Dopo il declino della band, negli anni ottanta ha cominciato la carriera sia come solista che in gruppi da lui fondati. Ha inoltre partecipato a diversi album di famosi artisti, tra i quali Vangelis, Daevid Allen, Steve Hillage, Pip Pyle e Kevin Ayers

## Biografia

### Inizi
A 14 anni, dopo aver ascoltato il brano Bloomdido di Charlie Parker, comincia a suonare il sax (in seguito verrà soprannominato Bloomdido Bad De Grass), e a 17 anni suona nei circoli jazzistici di Parigi. Il viaggio in India a 19 anni e quello in Marocco a 20 avranno grande influenza sul suo stile e gettano il seme della "svolta etnica" che la sua musica avrà in seguito. Affascinato dalla cultura indiana, quando torna dal viaggio si iscrive nel 1962 all'Università della Sorbona di Parigi per studiare lingue antiche, in particolare il sanscrito, ed avendo scoperto i suoni del flauto indiano, segue anche un corso di flauto classico. Sarà l'unico strumento che suona nei successivi due anni.
Nel 1966 soggiorna in una comunità di artisti della Beat Generation a Tangeri in Marocco, dove acquista confidenza con le sonorità della musica araba. Nello stesso anno si avvicina al rock partecipando in Francia allo spettacolo Les Idoles, considerato la prima rock opera mai realizzata. Avrà una parte anche nel film omonimo del 1968 tratto dallo spettacolo teatrale. Nel 1967 il suo primo contatto con Canterbury: a Formentera conosce Kevin Ayers dei Soft Machine.

### I Gong
Nel 1968, durante un soggiorno a Deià nell'isola di Maiorca, dove alloggia in una grotta, incontra Gilli Smyth ed il compagno Daevid Allen, reduce dalla gloriosa quanto sfortunata esperienza con i primi Soft Machine. La coppia stava lavorando su un progetto che avrebbe portato alla fondazione dei Gong, componendo i brani di quello che sarebbe stato il primo album della band, Magick Brother, Mystic Sister del 1970. Didier è entusiasta della musica di Allen e Smyth e nel 1969 si unisce al gruppo, con cui suonerà fino al 1976 in quello che è stato il periodo più creativo della band. Nel 1971 i Gong pubblicano Continental Circus e Camembert Electrique, quest'ultimo si basa su un sound più aggressivo del disco d'esordio e si rivela un successo.
Dopo il trasferimento dalla Francia all'Inghilterra, verrà il turno della leggendaria "trilogia di Radio Gnome Invisible", composta dagli album Flying Teapot, Angel's Egg e You, definiti i capolavori dei Gong. Nel 1975 Allen e la Smyth lasciano il gruppo e Didier resta per i due album successivi Shamal (1975) e Gazeuse! (1976).
Il progressivo declino della band spinge Didier ad uscire dai Gong a fine anno anche se, al pari di Allen, spesso vi rientrerà per occasionali reunion, frequenti tournée e per l'incisione di alcuni album. Comincia a portare avanti i propri progetti musicali e parallelamente collabora nei lavori di diversi artisti, sia in qualità di ospite che come membro di gruppi quotati. Tra le sue ultime apparizioni con il gruppo vi saranno quella al Gong Unconvention di Amsterdam nel novembre 2006 e la collaborazione nell'album 2032 del 2009.

### I Bloom
Nel 1977 forma i Bloom, con i quali si addentra nelle sonorità della world fusion, la cui musica è più orientata al jazz che alla musica etnica. Nel 1979 esce il suo primo lavoro solista che prende il nome della banda. Il progetto dei Bloom, che nel 1985 diventano i Faton Bloom, dura fino al 1988. In quest'arco di tempo riprende la collaborazione con Gilli Smyth, entrando nella formazione del primo disco solista della cantante inglese, Mother del 1978, e partecipando ai primi quattro album dei Mother Gong, il nuovo gruppo da lei formato.
Dal 1989 si riunisce ad Allen per ricostituire i Gong, che fino al 1992 fanno una serie di tour in Europa e incidono anche l'album Gong Maison. In questo periodo trova il tempo di realizzare nel 1990 l'album Fetish, il suo secondo lavoro da solista.

### Hadouk e altre collaborazioni
Dopo l'incontro con il polistrumentista Loy Ehrlich, Didier aumenta il suo interesse per l'esplorazione della world fusion, e insieme viaggiano il mondo per maturare nuove esperienze musicali e suonare nuovi strumenti, le testimonianze di questo impegno sono i due successivi lavori solisti, Zeff del 1992 e Fluvius del 1994. Con l'adozione di nuovi strumenti e di un sound totalmente diverso da quello rock dei Gong, il modo di suonare di Malherbe diventa più discreto. È in questo periodo che abbandona il sax tenore per passare al più sommesso sax soprano.
Nel 1992 era intanto uscito Shapeshifter, che può essere definito il primo vero album in studio attribuibile agli storici Gong dai tempi della trilogia di Radio Gnome. Nel 1993 entra negli Short Wave, una jazz band della cui quotata formazione fanno parte anche Pip Pyle, Phil Miller e Hugh Hopper. Le difficoltà legate al fatto che i musicisti abitano in zone diverse, due sono residenti in Francia e due nel Regno Unito, porterà allo scioglimento del gruppo l'anno seguente, dopo un'entusiasmante serie di concerti e la pubblicazione di un album live. Malherbe ricorda questa esperienza come la migliore tra quelle in cui si è dedicato al jazz.
Nel 1996, il sodalizio tra Ehrlich e Malherbe prende il nome Hadouk, nome derivante dai principali strumenti suonati dal duo, il primo suona l'hajouj, una sorta di basso acustico della tradizione marocchina, mentre il secondo suona 25 strumenti acustici, tra i quali il doudouk, un flauto armeno che diventa uno dei suoi strumenti preferiti. Nel 1998 Malherbe partecipa a 7 Year Itch, l'unico album da solista dell'ex batterista dei Gong Pip Pyle. Nel 1999, gli Hadouk diventano l'Hadouk Trio con l'inserimento del percussionista statunitense Steve Shehan.
Nel 2000 rientra nei Gong per l'album registrato in studio Zero to Infinity. Nel 2003 risiede per un periodo in Laos, dove impara a suonare il locale aerofono khèn e apre un laboratorio musicale con suonatori locali. In quegli anni partecipa a diversi tour con i Mother Gong e i Gong, e quando i molti impegni musicali gli hanno impedito di essere presente, il suo posto è stato spesso preso dall'inglese Theo Travis. Nel 2009, Malherbe ha partecipato alla registrazione dell'atteso 2032, che segna il ritorno in studio dei principali componenti della storica formazione dei primi anni settanta ed è considerato l'ideale continuazione della trilogia di Radio Gnome.
Oltre alle collaborazioni con svariati musicisti, Malherbe ha continuato a realizzare album con gli Hadouk, tra i quali Utopies del 2006, il live Baldamore del 2007 e Air Hadouk del 2010, tutti pubblicati dalla Naïve. Ha proseguito anche la carriera da solista con l'album Nuit d'ombrelle, realizzato nel 2011 in collaborazione con Eric Löhrer. Nel maggio del 2013, gli Hadouk sono diventati un quartetto composto da Malherbe, Ehrlich, Löhrer alla chitarra e Jean-Luc Di Fraya come cantante e percussionista. Con questa formazione, hanno pubblicato alla fine del 2013 il CD Hadoukly Yours.

## Discografia
La presente discografia non comprende gli album di altri musicisti con cui ha collaborato. Nella discografia da solista sono compresi anche i lavori eseguiti con gruppi di cui è stato il leader.

### Solista
- 1980 Bloom - con i Bloom (EMI - 2506816686)
- 1981 Danskorla - con i Bloom (EMI - 2660872127)
- 1987 Saxo folies - con Armand Frydman (Koka Media -Vol60 mu213)
- 1987 Faton Bloom - con i Faton Bloom (Cryonic - 3029)
- 1990 Fetish (Mantra - com 6031)
- 1992 Zeff (Tangram - 842 620)
- 1994 Fluvius (Tangram - 852 492)
- 1996 Hadouk - con Loy Ehrlich (Tangram - tc 30 27)
- 1997 Live at New Morning - con Pierre Bensusan (13bis records - 176652)
- 1997 Ambient world (Tangram - tc 30 20)
- 1998 Desert Lands - con Loy Ehrlich (Kosinus - KOS43)
- 1999 Shamanimal - con Hadouk Trio (Naive - ND 68529)
- 2002 Now - con Hadouk Trio (Naive - ND 68530)
- 2003 Windprints/L'empreint du vent (Cezame - CEZ4031)
- 2004 2004 Live à Fip - con Hadouk Trio (Celluloïd/Melodie - 67053 2 dk 021)
- 2006 Utopies - con Hadouk Trio (Naive - NV809411)
- 2007 Baldamore - con Hadouk Trio (Naive - NV 812811)
- 2008 Carnets d'Asie et d'Ailleurs - con Loy Ehrlich (Vox terrae - VT0206)
- 2010 Air hadouk - con Hadouk Trio (Naive - CD NJ620611)
- 2011 Nuit d'ombrelle - con Eric Löhrer (Naive - NJ621211)
- 2013 Hadouk Trio - riedizione in cofanetto dei primi 4 album di Hadouk (Naïve)
- 2013 Coffret Intégrale - con Hadouk Trio (Naïve)
- 2013 Hadoukly Yours - con Hadouk Quartet (Naïve)

### Con i Gong
- 1970 Garçon Ou Fille - unico 45 giri dei Gong (BYG Records - 129 021)
- 1970 Magick Brother, Mystic Sister (BYG Actuel Records - 529.305)
- 1971 Bananamoon - inizialmente accreditato ai Gong ma in seguito a Daevid Allen (BYG Records - 529 345)
- 1971 Continental Circus - colonna sonora dell'omonimo film di Jérôme Laperrousaz (Philips - 6332 033)
- 1971 Obsolete - collaborazione dei Gong con Dashiell Hedayat (Shandar - SR10 009)
- 1971 Camembert Electrique (BYG Actuel Records - 529.353)
- 1973 Flying Teapot (Radio Gnome Invisible part 1) (Virgin - V2002)
- 1973 Angel's Egg (Radio Gnome Invisible part 2) (Virgin - V2007)
- 1973 Greasy Truckers Live at Dingwalls Dance Hall - due brani live dei Gong inseriti in un album con altri gruppi (Greasy Truckers - GT 4997)
- 1974 You (Radio Gnome Invisible part 3) (Virgin - V2019)
- 1976 Shamal (Virgin - V2046)
- 1976 Gazeuse! (Virgin - V 2074)
- 1977 Live Etc... - registrazioni di concerti dal 1973 al 1975 (Virgin - VGD 3501)
- 1978 Gong est Mort - album doppio dei Planet Gong live a Parigi nel 1977 (Tapioca - TP 10002/3)
- 1979 Downwind - con i Pierre Moerlen's Gong (Arista - 1C 064-62 272)
- 1986 Wingful of eyes compilation di brani dal 1975 al 1978 (Virgin - com1)
- 1989 The mistery and history of planet Gong - compilation di brani registrati tra il 1973 ed il 1988 - (Demi monde - TL10)
- 1989 Gongmaison - con i Gongmaison - (Demi Monde - DMLP 1022)
- 1990 Live in Paris - Bataclan 73 (Mantra - CD025)
- 1990 Live at Sheffield 1974 (Mantra Records - Mantra042)
- 1992 Shapeshifter (Radio Gnome part 4) - (Celluloid - 66914-2)
- 1993 Je ne fume pas des bananes - demo registrati come Bananamoon band, Gong e Daevid Allen tra il 1967 ed il 1969 (Legend Music - LM9013)
- 1993 Live on TV 1990 (Code 90, sussidiaria della Demon Records - NINETY 1)
- 1995 Camembert Eclectique - demo e prove registrate nel 1970 (Gas records - GAS1CD)
- 1995 25th birthday party (Gas records - 101CD)
- 1995 Pre-Modernist Wireless: The Peel Sessions - compilation di brani registrati tra il 1971 ed il 1974 (Strange Fruit - SFRSCD028)
- 1995 Live At The Glastonbury Festival 1989 - concerto dei Gongmaison (Gas - 004CD)
- 1995 Live 73 - concerto come Paragong  (Gas - CD002)
- 1996 Radio Gnome Trilogy compilation con i 3 CD Flying Teapot, Angel's Egg e You accompagnati da un libretto (Spalax Music - CD 14707)
- 1996  The best of Gong - compilation di brani dal 1971 al 1974 (mantra - 111-96 11)
- 1996 Shapeshifter+ - riedizione modificata americana di Shapeshifter (viceroy - vic 8039-222)
- 1997 You remixed phase 1 & 2 - compilation in doppio CD comprendente versioni modificate dei brani di You e di altri inediti (Gliss Records - CD 001)
- 1998 Family jewels - compilation di brani registrati tra il 1995 ed il 1997 (Gas - AGASCD008)
- 2000 Zero to infinity (Snapper music - SMACD824)
- 2001 Live 2 infinitea - brani di concerti vari del 2000 (Snapper music - SMACD834)
- 2002 Ok friends (Gas - AGASCD017)
- 2002 Glastonbury Fayre 1971 - brani del concerto dei Gong tenuto al Glastonbury Festival del 1971 - (GAS Records - GAS-ARC CD 001)
- 2004 Live At The Fridge London - concerto dei Gongmaison del 1991 (Voiceprint - VPDVD7)
- 2009 2032 (G-Wave - AAGWCD001)

## Filmografia
- 2015 – Romantic Warriors III: Canterbury Tales